# Provinciale weg 977
De provinciale weg 977 (N977) is een provinciale weg in de Nederlandse provincie Groningen. De weg verbindt bij Slaperstil de N355 met het noorden van het dorp Hoogkerk bij de Kerkstraat. De weg wordt beheerd door de Gemeente Groningen.
De weg is buiten de bebouwde kom uitgevoerd als erftoegangsweg met een maximumsnelheid van 60 km/h. Binnen de bebouwde kom blijft de inrichting van de weg hetzelfde, maar ligt de maximumsnelheid op 50 km/h en liggen er ter hoogte van een aantal kruisingen verkeersdrempels. De weg heeft buiten de bebouwde kom de naam Zijlvesterweg en binnen de bebouwde kom de namen Noodweg en Leegeweg. De Zijlvesterweg en Leegeweg lopen ook buiten het traject van de N977 door.
De weg was oorspronkelijk bedoeld als hoofdverbinding tussen Hoogkerk en de N355. Echter is de functie van de weg veranderd na de bouw van de woonwijk Gravenburg. Sindsdien is de weg vooral een wijkontsluitingsweg voor deze wijk. In de toekomst zal de Johan van Zwedenlaan (tussen de A7 en woonwijk De Held doorgetrokken worden naar Gravenburg en de N355 bij Reitdiephaven en de Ring Groningen waardoor de N977 zijn functie als ontsluitingsweg nagenoeg verliest. De weg zal dan door de gemeente Groningen heringericht worden.
N34 · N46 · N351 · N353 · N354 · N355 · N356 · N357 · N358 · N359 · N360 · N361 · N362 · N363 · N364 · N365 · N366 · N367 · N368 · N369 · N370 · N371 · N372 · N373 · N374 · N375 · N376 · N377 · N378 · N379 · N380 · N381 · N382 · N383 · N384 · N385 · N386 · N387 · N388 · N390 · N391 · N392 · N393 · N398

N851 · N852 · N853 · N854 · N855 · N856 · N857 · N858 · N860 · N861 · N862 · N863 · N865 · N910 · N913 · N917 · N918 · N919 · N924 · N927 · N928 · N962 · N963 · N964 · N966 · N967 · N969 · N972 · N973 · N974 · N975 · N976 · N977 · N978 · N979 · N980 · N981 · N982 · N983 · N984 · N985 · N986 · N987 · N988 · N989 · N990 · N991 · N992 · N993 · N994 · N995 · N996 · N997 · N998 · N999

Cursief vermelde wegen zijn voormalige provinciale wegen.